# Elbflorenz (Rose)
Elbflorenz ist eine von Alain Meilland gezüchtete Edelrose, die im Jahr 2006 auf den Markt gebracht wurde.

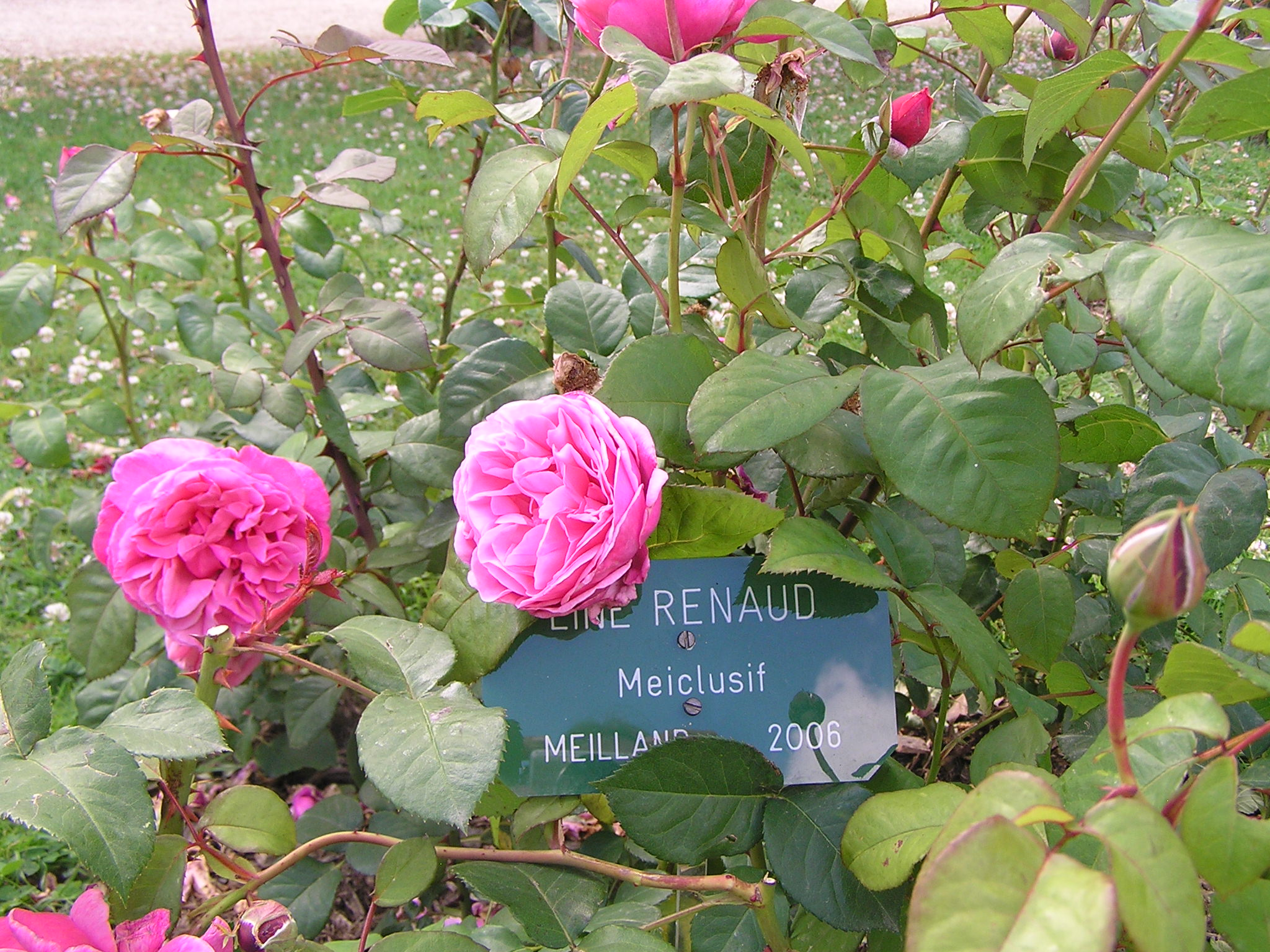
Habitus, Laubblätter und Blüten

## Züchtung
„Elbflorenz“ wurde im Meilland-Richardier-Forschungszentrum in Le Cannet-des-Maures (Frankreich) gezüchtet. Die Rosensorte „Elbflorenz“ ist das Ergebnis einer Kreuzung aus den Eltern „Aachener Dom“ × („Louis de Funès“ × „Graham Thomas“).

## Beschreibung
„Elbflorenz“ wächst als aufrecht wachsender Strauch, der sich erst im Alter verzweigt und Wuchshöhen von bis zu 120 Zentimetern erreicht. Die Äste sind stark bestachelt. Die Rose kann manchmal überlange Sprossachsen entwickeln und hat eine nur mittelmäßige Erscheinung, wenn sie im Container kultiviert wird. Sie besitzt relativ große, grüne bis dunkelgrüne Laubblätter.
„Elbflorenz“ ist öfterblühend, beginnend im Mai oder Juni. Je Stängel werden ein bis vier Blüten gebildet. Die stark gefüllten Blüten, im Stil alter Rosensorten oder in der Form einer Pfingstrose, sind mit einem Durchmesser von 9 bis 10 Zentimeter mittelgroß. Die Blütenblätter sind fest und dadurch regenfest und haben eine altrosa, rosarote oder fuchsienrote Farbe, häufig mit einer dünnen hellen Berandung. Die Ränder sind gelegentlich gekerbt oder gewellt, die inneren Blütenblätter sind gequirlt oder geviertelt.
Ihre Mischung von Duft und Blattgesundheit wurde von Andreas Barlage als selten bezeichnet. Der stark ausgeprägte Duft besteht aus frischen fruchtigen Citrus-, Himbeer- und Aprikosen-Noten und dem Duft der alten Damaszener Rosen (Rosa ×damascena).

## Standort im Garten oder Park und Eignung als Schnittblume
Bauer und Grothe empfehlen, „Elbflorenz“ in kleinen Gruppen und, wegen des Duftes, in der Nähe von Sitzplätzen zu pflanzen. Barlage schlägt vor, „Elbflorenz“ im Garten mit Vanilleblume, Strand-Silberkraut und Trompeten-Lilien zu kombinieren. Bauer und Grothe raten eine Kombination mit Sorten der Bechermalve (Lavatera trimestris). Als Schnittblumen hält sich „Elbflorenz“ eine Woche lang.

## Auszeichnungen
„Elbflorenz“ hat von 2005 bis 2009 einige Rosenpreise gewonnen – beginnend mit dem Coupe du parfum (Duftpreis) beim Rosen-Wettbewerb im Parc de Bagatelle in Frankreich. 2007 wurde die Rosensorte „Elbflorenz“ zur ADR-Rose gekürt. Andere herausragende Auszeichnungen sind der erste Preis beim Rosen-Wettbewerb von Lion 2006, die Goldene Rose von Hradec Králové im Jahr 2007, eine Silber-Medaille und den Preis für die beste Duftrose bei den Australian National Rose Trials 2008 und im Jahr 2009 den Grand Prix de la Rose in allen Kategorien der Société nationale d’horticulture de France. 2009 wurde der Sorte „Elbflorenz“ der in Großbritannien eingeführte Goldstandard der Rosen anerkannt.

## Namensgebung

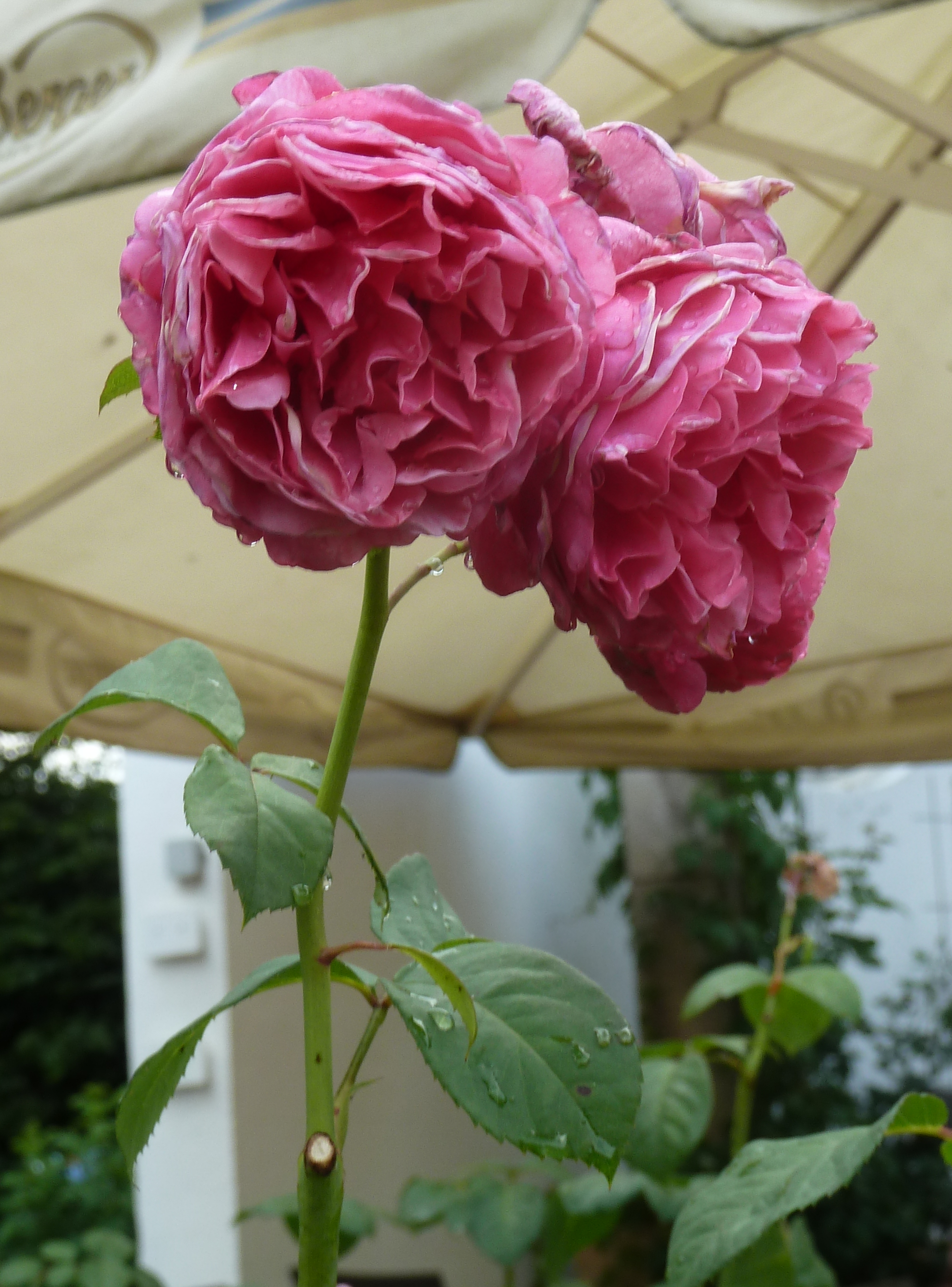
Elbflorenz im Dresdner Rosengarten nach einem Sommerregen

Der Name „Elbflorenz“ leitet sich vom Beinamen Elbflorenz der sächsischen Landeshauptstadt Dresden ab.
Der französische Sortenname „Line Renaud“ bezieht sich auf die gleichnamige französische Schauspielerin.